# Wolfgang Janke
Wolfgang Janke (* 8. Januar 1928 in Beuthen O.S., Provinz Oberschlesien; † 5. Juni 2019) war ein deutscher Philosoph und Hochschullehrer.

## Leben
Janke war ab 1962 als Privatdozent und ab 1968 als außerplanmäßiger Professor an der Universität Köln tätig. 1975 wurde er an der Bergischen Universität Wuppertal zum ordentlichen Professor berufen. Im Jahr 1993 wurde er emeritiert.
Janke forschte insbesondere zum Deutschen Idealismus und war dabei besonders dem Werk Johann Gottlieb Fichtes verpflichtet. Er war Mitherausgeber der Fichte-Studien (seit 1993) und der Theologischen Realenzyklopädie (seit 1984). Zudem war Janke Mitbegründer und ab 1987 Präsident der Internationalen Johann Gottlieb Fichte-Gesellschaft, zu deren Ehrenpräsident er nach seiner Emeritierung ernannt wurde.

## Schriften (Auswahl)
- Leibniz. Die Emendation der Metaphysik, Vittorio Klostermann, Frankfurt (Main) 1963 [= Habil. a. d. Univ. Köln].
- Fichte. Sein und Reflexion. Grundlagen der kritischen Vernunft, de Gruyter, Berlin/New York 1970.
- Historische Dialektik. Destruktion dialektischer Grundformen von Kant bis Marx, de Gruyter, Berlin/New York 1977, ISBN 978-3-11-007286-0.
- Existenzphilosophie, de Gruyter, Berlin/New York 1982, ISBN 978-3-11-008246-3.
- Vom Bilde des Absoluten. Grundzüge der Phänomenologie Fichtes, de Gruyter, Berlin 1993, ISBN 978-3-11-013924-2.
- Kritik der präzisierten Welt, Alber, Freiburg i. Breisgau/München 1998, ISBN 978-3-495-47889-9.
- Das Glück der Sterblichen. Eudämonie und Ethos, Liebe und Tod, Wissenschaftliche Buchgesellschaft, Darmstadt 2002, ISBN 978-3-534-15934-5.
- Archaischer Gesang. Pindar – Hölderlin – Rilke. Werke und Wahrheit, Königshausen & Neumann, Würzburg 2005, ISBN 978-3-8260-3180-9.
- Plato. Antike Theologien des Staunens, Königshausen & Neumann, Würzburg 2007, ISBN 978-3-8260-3520-3.
- Die dreifache Vollendung des Deutschen Idealismus. Schelling, Hegel und Fichtes ungeschriebene Lehre., Editions Rodopi, Amsterdam 2009, ISBN 978-90-420-2503-5.
- Die Sinnkrise des gegenwärtigen Zeitalters. Weg und Wahrheit, Welt und Gott, Königshausen & Neumann, Würzburg 2011, ISBN 978-3-8260-4615-5.
- Wiedereinführung in die Philosophie. Platonismus – Nihilismus – Eksistentialontologie, Königshausen & Neumann, Würzburg 2013, ISBN 978-3-8260-5119-7.
- Fragen, die uns angehen. Philosophische Traktate über das sterbliche Dasein, die präzisierte Welt und den verborgenen Gott, Königshausen & Neumann, Würzburg 2016, ISBN 978-3-8260-5924-7.
- Die Seinsfrage. Grundzüge einer restitutiven Ontologie, Königshausen & Neumann, Würzburg 2018, ISBN 978-3-8260-6400-5.